# 49-та зенітна ракетна бригада (РФ)
49-та зенітна ракетна бригада (49-та ЗРБр, в/ч 21555) — зенітне ракетне з'єднання ППО Сухопутних військ Російської Федерації. Бригада дислокується в селищі Красний Бор Смоленської області. Перебуває у складі 1-ї гвардійської танкової армії Західного військового округу.

## Історія
14 листопада 1967 у місті Луга Ленінградської області почалося формування зенітної ракетної бригади Ленінградського військового округу. Командиром бригади було призначено полковника Миколу Полікарповича Сурикова.
1968 року пройшло навчання особового складу бригади у навчальному центрі ППО СВ у Оренбурзі й пристрілки на ЗРК Круг-А на полігоні «Емба».
1969 року бригада з Ленінградського військового округу переведена до складу 3-ї загальновійськової армії Групи радянських військ у Німеччині (ГРВН), де розміщена у Планкені.
1979 року бригаду переозброєно на полігоні «Емба» на новий тип ЗРК Круг-М2.
1987 року бригада проходила навчання в навчальному центрі військ ППО СВ в місті Кунгур Пермської області, й на державному полігоні «Емба» була переозброєна на зенітний ракетний комплекс ЗРК Бук.
1994 року бригада передислокована до міста Єльня Смоленської області.
З серпня 1998 року по листопад 1999 року особовий склад бригади ніс бойове чергування в зоні грузино-абхазького конфлікту, у складі «миротворчих сил» Російської Федерації.
2012 року бригада передислокована у селище Красний Бор (район міста Смоленськ).

## Участь в російсько-українській війні
2022 року взяла участь у вторгненні в Україну. У квітні ліквідований командир бригади полковник Гришин.

## Озброєння і військова техніка
49-а зенітна ракетна бригада оснащувалася в різний час ЗРК «Круг», «Круг-М2», «Бук» й «Бук-М1-2».

## Командири
- полковник Суриков Микола Полікарпович (1968—1971),
- полковник Рабчевський Віталій Олександрович (1971—1972),
- полковник Кобелєв Володимир Михайлович (1972—1975),
- підполковник Ситник Ігор Вікторович (1975—1979),
- полковник Старин Анатолій Васильович (1979—1982),
- підполковник Курза Олег Якович (1982—1984),
- полковник Поляков Олег Валентинович (1984—1986),
- підполковник Поправко Леонід Данилович (1986—1990),
- полковник Токмаков Микола Миколайович (1990—1994),
- полковник Тарасов Микола Васильович (1994—1997),
- полковник Распопін Володимир Степанович (1997—2010),
- полковник Руденко Костянтин Андрійович (2010—2013),
- полковник Гришин Іван Іванович (2013[4]—2022[2]).